# Vernon (New York)
Vernon est une ville du comté d'Oneida, dans l'État de New York, aux États-Unis,. En 2010, elle comptait une population de 5 408 habitants.

## Démographie
Lors du recensement de 2010, la ville comptait une population de 5 408 habitants. Elle est estimée, en 2016, à 5 371 habitants.